# 长叶肋柱花
长叶肋柱花（学名：Lomatogonium longifolium）为龙胆科肋柱花属下的一个种。

## 扩展阅读
- 維基物種上的相關：长叶肋柱花